# Hayate (Dead or Alive)
(Hayate dopo aver vinto una battaglia in Dead or Alive 5 Last Round)
Hayate (ハヤテ?) è un personaggio immaginario della serie di videogiochi Dead or Alive, uno dei personaggi principali a partire dal terzo capitolo. È uno shinobi, nonché diciottesimo capo del clan Mugen Tenshin.

## Storia

### Prima di DOA
Hayate è il figlio maggiore di Shiden, ora ex-leader del clan Mugen Tenshin, ed Ayame. Nato per diventare il prossimo capoclan come successore di suo padre, sembra abbia vissuto un'infanzia felice allenandosi con le arti marziali del clan, il Mugen Tenshin Ninjutsu stile Tenjinmon, con sua sorella minore Kasumi la quale gli vuole caldamente bene. 
Dopo che Genra  - il bambino maledetto del villaggio - ha chiesto a Shiden affinché la figlia adottiva Ayane inizi il suo allenamento, Hayate inizia a stringere amicizia con la ragazza trattandola con gentilezza, cosa che la maggior parte del clan non diede. 
I due sviluppano un forte legame ma subito dopo, Ayame confessa ad Ayane che è sua figlia, intendendo che lei fosse una mezza sorella per Hayate e Kasumi.
Nonostante questa rivelazione che cambia la vita e la rivalità tra Ayane e Kasumi, Hayate continua ad avere relazioni forti con entrambe le sorelle per anni.
Durante l'infanzia, Hayate diventa un grande amico anche di Ryu Hayabusa, a cui è piaciuto il fatto di essere il prossimo capo del suo stesso clan, il clan Hayabusa.
Quando Hayate ha 23 anni Raidou, il fratello traditore di Shiden esiliato dal clan, ritorna al loro villaggio e attacca il clan cercando di sottrarre l'attacco ninpō Torn Sky Blast.
Hayate ed Ayane si trovano al fronte per difendere il villaggio. Ayane attacca Raidou per difendere il fratello, ma viene facilmente sconfitta. Hayate corre verso di lei per aiutarla, ma quando Raidou lo chiama "minghierlino" per nascondersi dietro una donna, Hayate lo attacca infuriato. Utilizza il Torn Sky Blast per affrontare Raidou nonostante il disaccordo di Ayane, ma egli viene sconfitto dalle abilità superiori di combattimento di Raidou, e sottrae l'abilità al giovane. Non appena entrambi i loro attacchi ninpō si scontrano, l'esplosione scaglia Hayate in un albero screpolandosi la spina dorsale e andando in coma.
Nonostante Kasumi doverosamente si prende cura di lui, Hayate rimane in coma e sembra condannato a vivere in quel stato, con una parte degli shinobi che lo reputano "morto". Per questo, il suo diritto al titolo di capoclan passa a Kasumi. Poco dopo che Kasumi scopre la verità sul coma di Hayate da parte di Ayane, scappa dal villaggio per vendicare Hayate combattendo Raidou durante il primo torneo Dead or Alive, nonostante il fatto che abbandonando il villaggio di nascosto la marcasse come una nunekin (shinobi mancante).

### Il progettoEpsiloned il secondo torneo
Poco dopo gli eventi del primo torneo Hayate, ancora in coma, viene rapito da Kasumi α, un clone di Kasumi, per il Comitato Esecutivo del Torneo Dead or Alive e viene preso dalla divisione tedesca della DOATEC in uno dei laboratori di ricerca locato presso la Foresta Nera. Mentre è in loro possesso, Hayate diviene oggetto di diversi esperimenti come parte del progetto Epsilon, diretto da Lisa Hamilton. La DOATEC progetta di creare l'arma superumana perfetta ricostruendo Hayate, così come hanno utilizzato il DNA di Kasumi per lo stesso scopo. Usando esperimenti per intensificare il suo sistema nervoso, riescono a curare la sua spina dorsale ma al momento ha fatto poco.
Poco prima dell'inizio del secondo torneo, Hayabusa attacca la DOATEC per salvare Kasumi (anche lei trattenuta nella stessa struttura) facendo scoppiare un incendio nella struttura. Lo staff della DOATEC, portando Hayate con sé, prende degli elicotteri per sfuggire alle fiamme e continuare i loro esperimenti in un altro edificio, ma l'elicottero in cui si trova il giovane, si schianta nella Foresta Nera a causa di un guasto al motore.
Hayate scappa dalla DOATEC schiantandosi vivo, ed è abbastanza fortunato a correre prima di svenire verso Hitomi, una studentessa di karate che si sta allenando nella foresta.

### Ein
A causa di eventi traumatici che ha vissuto, Hayate comincia a soffrire di amnesia, non riuscendo a ricordare il suo passato o il suo nome. Viene accudito dalla famiglia di Hitomi, finendo per prendere il nome di Ein (アイン?, Ain, pron. [/ʔaɪ̯n/]).
Il padre di Hitomi, maestro di un dojo, allena Ein nell'arte del karate imparando velocemente, ma lascia presto per partecipare al secondo torneo Dead or Alive per cercare risposte sul suo passato. Durante il primo turno, Ein affronta Hayabusa. Viene sconfitto dal ninja, che permette ad Ein di recuperare dei ricordi su di lui.

Poco dopo, Genra appare prima di loro e svela ad egli stesso di essere l'unico che ha distrutto la barriera che separa la Terra dal Mondo degli Spiriti, permettendo a Bankotsubo di accedere al mondo degli umani seminando caos. Così come il ninja traditore si congeda, Hayate ed Hayabusa si confrontano con Ayane, la quale era sotto il controllo di Genra, e Kasumi α, clone di Kasumi. Insieme ad Hayabusa, ne escono vincitori. Dopo lo scontro, Hayabusa presenta ad Hayate una sua amica, l'agente della CIA Irene Lew la quale dice che gli uomini della CIA stanno osservando per un po' di tempo la DOATEC e le loro azioni nell'ombra.
Dopo che Ayane torna in sé, capiscono presto che Kasumi è scomparsa, lasciando Hayate in uno stato di profonda preoccupazione.

### Il terzo torneo e lo scontro con Genra
Dopo il tradimento di Genra, Hayate chiede al padre di permettergli di dar la caccia al traditore, facendo credere a Shiden che Hayate possa essere pronto a prendere il suo posto come capoclan. Hayate prima vuole cercare Kasumi, ma Ayane si oppone, chiamando la sorellastra traditrice e facendo intendere che potrebbe essere accompagnata da Genra. Furioso per le sue parole, Hayate schiaffeggia Ayane. Shiden rimprovera entrambi per il litigio e congeda Ayane, mentre chiede ad Hayate di allenarsi con lui, sebbene il ragazzo non capisce il motivo. In seguito diviene il diciottesimo capoclan.
In una notte di luna piena presso Azuchi, Hayabusa dice ad Hayate che egli non ha paragoni in confronto agli altri jonin che una volta hanno capeggiato gli Hajinmon. Hayate ribatte che Hayabusa non sa nulla di Genra, e lo sfida a provare che potrebbe annientare qualcuno se necessario. Sconfigge l'amico solo per scoprire che si tratta di un fantoccio che ha creato Hayabusa con la tecnica della sostituzione. All'inizio sconcertato, Hayabusa dice ad Hayate che si incontreranno di nuovo nel terzo torneo.
Preso il comando dei luoghi di Kasumi a Kyoto, Hayate ed Ayane partecipano al terzo torneo. Sulla Freedom Survivor, nascondendo la sua identità come suo ex alter ego Ein, Hayate incontra di nuovo Hitomi per la prima volta dopo che la lasciato la casa della sua famiglia quando era Ein. Hayate presenta Ayane ad Hitomi, la quale la scambia per Kasumi, la ragazza che Hayate ha sempre pensato quando si sono incontrati per la prima volta. 
Furiosa per essere scambiata per Kasumi, Ayane combatte contro Hitomi. Dopo lo scontro, Hayate svela ad Hitomi la verità riguardo alla sua identità di shinobi, sorprendendola. 
I fratelli hanno anche incrociato il leggendario Gen Fu ed il suo allievo Eliot. Hayate nutre profondo rispetto nelle abilità e nella reputazione del vecchio, prima che loro si scontrano in una lotta a squadra. Nonostante Ayane si stanca con Eliot e la sua mancanza di autostima, Gen Fu ammira lo spirito ardente della giovane ed Eliot ringrazia molto Ayane per lo scontro, che le causa di andarsene, lasciando Hayate a sostenerla.
Tempo dopo, Ayane ed Hayate discutono su chi dovrebbe disfarsi di Genra; Hayate sente che come leader del clan, è suo dovere sconfiggere l'ex maestro, ma anche Ayane lo sente come suo compito, poiché figlia adottiva e erede di Genra. Dopo aver litigato, sono entrambi d'accordo a lavorare insieme per eliminare Genra. 
Durante il torneo, Hayate si imbatte in Helena Douglas, la quale ha riconosciuto il ninja come soggetto del progetto Epsilon. Hayate le chiede il motivo per cui Genra si sia unito alla DOATEC, ma lei afferma di non saperne, che Genra ed anche sé stessa erano solo burattini controllati dall'organizzazione. Sconfitta Helena in battaglia, Hayate le dice che vorrebbe sconfiggere Genra e che lei dovrebbe lasciare la DOATEC per la sua salvezza. Poco dopo, Hayate ed Ayane incontrano Hayabusa ed Irene: gli uomini lottano per vedere chi è il migliore shinobi. Lo scontro diventa talmente avvincente che iniziano un duello ninpō, ma vengono fermati da Ayane quando Irene viene rapita da Christie. Hayabusa scappa per salvare la giovane, ma Hayate ed Ayane capiscono che il rapimento era solo un diversivo per Genra. Il maestro caduto crea un portale per le Fiamme dell'Inferno e si trasforma nella sua forma più potente Omega.
I due ninja provano ad abbatterlo, ma Genra si rivela molto forte e cominciano ad essere sopraffatti da lui. Quando Hayabusa si rende conto che Christie è solo un'esca, si dirige velocemente per salvare i suoi amici, correndo verso Genra con la sua Spada del Dragone. Prima che il mostro possa rigenerarsi, Ayane ed Hayate scagliano un incantesimo insieme provocando un'esplosione finale, eliminando Genra.

### Il quarto torneo e la caduta della DOATEC
Sdegnato per il suo clan usato come i porcellini d'india per gli esperimenti disumani della DOATEC, Hayate è deciso a distruggerli con l'aiuto della CIA. All'avvicinarsi del quarto torneo, il clan Mugen Tenshin architetta di far crollare la DOATEC una volta per tutte. Prima di dirigersi verso la Tritorre DOATEC, Hayate incontra Kasumi, la quale prova a convincere il giovane di tornare al villaggio ed impedire del tutto una guerra contro la DOATEC. Strappato nel vedere la sorella ed il "codice degli shinobi", Hayate rimane silenzioso nei suoi confronti. Tuttavia, Ayane interviene fermando la sorellastra, chiedendo al fratello di andare senza di lei. Lascia Ayane e Kasumi a combattere.
Hayate ordina ai suoi uomini di attaccare la Tritorre e, con l'aiuto di Irene, entra nella struttura con Ayane ed Hayabusa, scontrandosi contro l'esercito privato della DOATEC. A metà strada verso l'attacco, egli incontra Lisa (come luchadora La Mariposa), la quale allude abbia qualcosa a che fare con la sua vendetta contro l'organizzazione. Hayate risponde semplicemente che lei gli abbia fatto un favore e di averla ripagata con un combattimento. Dopodiché il ragazzo incontra ancora una volta Hitomi, la quale gli supplica di tornare con lei al dojo ammettendo che non sa cosa fare senza di lui. Hayate le risponde che non può perché non è più Ein e che il quarto torneo non lo è affatto, ma una guerra tra la DOATEC e la sua gente. Inoltre egli le chiede di allenarsi nel pugilato come riscaldamento, per le ragioni di un tempo: Hitomi felicemente accetta. Dopo lo scontro, si raccomandano a vicenda ed Hitomi va via, ovviamente agitata per la separazione.
Alla fine Hayate si riunisce di nuovo con Ayane, ed entrambi provano ad ottenere la loro via d'uscita, come quando l'incantesimo dell'Arte della Furia del Dio della Montagna di Ayane inizia a bruciare l'edificio. Mentre provano a scappare, vengono fissati da Alpha-152, la ormai potenziata nuova forma di Kasumi α. Nonostante la forza e abilità straordinarie del clone, i due ninja riescono a scappare dalla Tritorre, ormai in procinto di crollare. Durante la fuga, incontra anche Bayman e combatte contro di lui.

### Gli accordi con la DOATEC
Per i successivi due anni, il clan Mugen Tenshin vive una relativa pace. Un giorno Helena, nuovo presidente della DOATEC nonché Amministratore Delegato, invita Hayate nel lussuoso yacht Freedom Survivor. Portato lì da Zack, si chiede cosa Helena volesse da lui. Zack gli risponde scherzosamente che forse si sta incontrando con qualcuno, sebbene all'inizio Hayate l'abbia presa male. Zack si corregge spiegando di avere un incontro con lei. Nell'ufficio esecutivo, incontra sua sorella Kasumi. Helena è onorata a ricevere il diciottesimo capoclan Mugen Tenshin, e procede a spiegargli che Alpha-152, clone di Kasumi, è ancora in libertà. e che sarebbe molto pericoloso per Kasumi fare tutto da sola. Kasumi gli chiede di ascoltarla, che la questione Alpha è un suo conto da saldare. Tuttavia, Hayate è d'accordo con Helena, dicendo che questo problema nel complesso non è più solo riguardo alla sorella, ma della salvezza del resto della loro famiglia e del clan. Ma Kasumi fugge via, dicendo di voler combattere da sola. Hayate la segue e percepisce che qualcosa non va. La sua sorella più giovane Ayane lo raggiunge fuori e gli fa sapere che anche percepisce qualcosa di brutto. Hayate le ordina di seguirla, e capire le sue vere intenzioni.
Un po' di tempo dopo, Hayate incontra il suo migliore amico Hayabusa al Tempio Ryugaku. Hayabusa lo critica per non essere in grado di controllare Kasumi, e lo provoca a combattere l'uno contro l'altro, e Hayate viene sconfitto; dopo la battaglia, il Maestro Ninja gli consiglia di non permettere alle sue emozioni di annebbiare il suo giudizio.
Qualche giorno dopo incontra Bayman nel Medio Oriente, chiedendosi cosa stava facendo. Bayman gli risponde che entrambi stanno cercando Kasumi per delle risposte, e loro iniziano a combattere in uno scontro corpo a corpo. Zack interrompe la loro battaglia, dicendo ad Hayate che Helena ha bisogno di parlargli di qualcosa di importante.
Alla Freedom Survivor, Helena gli parla di un gruppo denominato MIST. Questa organizzazione, secondo lei, era dentro la DOATEC prima di avere un nome formale, e che il progetto Alpha è nel suo ultimo stadio: Phase 4, la quale è produzione e distribuzione di super soldati ai loro clienti, i militari delle nazioni dominanti il mondo. Hayate è infuriato nel sapere che lui, la sua famiglia ed il suo clan sono stati usati nel solo scopo di lucro per Donovan. Helena dice ad Hayate di aver inviato Kasumi nella piattaforma in mare aperto a causa di sconcertanti via-vai da Miyako, Christie e Lisa. Lo shinobi, Hayabusa ed Ayane vanno laggiù per fermare i piani di Donovan. Durante il quinto torneo, Hayate reincontra Hitomi, la quale gli dice orgogliosamente che è in finale. Egli ha un allenamento amichevole con lei per prepararla per lo scontro finale, poi va via con Ayane, ma augura ad Hitomi buona fortuna.

### L'attacco al laboratorio della MIST
I due ninja trovano di nuovo Bayman, il quale si è infiltrato nella piattaforma petrolifera per cercare Kasumi. Hayate combatte contro di lui per vedere chi tratterà con sua sorella e vince. Bayman in seguito aiuta lui ed Ayane per trovare la sorella e si confrontano con lei, che era in realtà un clone di Kasumi α programmato nel pensare di essere quella vera. Ucciso il clone, Hayate, Bayman ed Ayane vanno più a fondo nella piattaforma. Prendendo una ID card di uno scienziato che hanno fatto perdere i sensi, scoprono che la piattaforma è in realtà una copertura per le operazioni della MIST. 
Bayman dice ai due ninja di proseguire senza di lui e finire la battaglia. Al livello inferiore, Hayate ed Ayane si confrontano con Rig. L'uomo incappucciato schernisce Hayate in una lotta da cui il ninja ne esce vittorioso ma improvvisamente, Hayate è immobilizzato da fasci di luce. Catturato da Rig, Ayane è costretta a fuggire per avvertire Hayabusa. Alla comparsa della vera Kasumi per salvarlo, appare Lisa e capisce che Donovan sta riattivando il progetto Epsilon procedendo a oltrepassare il processo quando ha attivato Phase 4. Dopo che lo scienziato libera Hayate, i ninja distruggono Alpha-152 e fuggono dalla struttura fatiscente tornando alla Freedom Survivor.
Dopo che Kasumi lo ha ringraziato, Hayate guarda con Ayane ed Hayabusa come ha lasciato per sconfiggere Donovan.